# Fogo e Paixão
Fogo e Paixão é um filme brasileiro, do gênero comédia, com roteiro e direção de Marcio Kogan e Isay Weinfeld, lançado em 1988 e considerado de baixo orçamento, tendo seus custos estimados em torno de US$ 700 mil. 

## Elenco
- Mira Haar como Vilma
- Cristina Mutarelli como Helena
- Carlos Moreno como Duque Demétrio Bernardo Adolfo
- Mariana Suzá como Rosa
- Fernando Amaral como José Gaspar
- Iara Jamra como Lourdes
- Riva Nimitz como Dona Milena
- Yvonne Buckingham como Martha Miller
- Ed Stanton como George Miller
- Júlio Levy como Sr. Antônio
- Norival Rizzo como Motorista
- Ken Kaneko como Sr. Kaneko
- Cassiano Ricardo como Comunista
- Virgínia Punko como Francesa
- Ary França como Palhaço
- José Rubens Chachá como Garçom
- Carlos Takeshi como Jovem no ônibus
- Mii Saki como Sra. Kaneko

### Participações Especiais
- Fernanda Montenegro como Rainha no castelo
- Tônia Carrero como Pedinte
- Paulo Autran como Homem com maleta
- Rita Lee  como Namorada
- Monique Evans como Monique
- Fernanda Torres como Mulher comendo maçã
- Zezé Macedo como Socialite
- Nair Bello como a Avó
- Sérgio Mamberti como Prefeito
- Regina Casé como Primeira-Dama
- Ruy Resende como Passageiro
- Giulia Gam como Monalisa
- Linda Conde como Fotógrafa
- Roberto de Carvalho como Namorado